# Rotvorwerksteich
Der Rotvorwerksteich, selten Männigsteich, war ein Kunstteich bei St. Michaelis in Sachsen. Er wurde zur Aufschlagwasserversorgung des Bergbaugebietes am Goldberg angelegt. Aufgestaut wurde das Hungerbornwasser und seine Zuflüsse. Sein Name leitete sich vom ca. 500 m nordöstlich des Dammes gelegenen Roten Vorwerk ab. Heute dient die zuflusslose Teichstätte als Feuchtgrünland mit temporärer Wasserführung der Regenwasserrückhaltung für die Freiberger Gewerbegebiete „Rotvorwerk I und II“.

## Lage
Die heute trockene Teichstätte befindet sich südlich des Freiberger Hospitalwaldes bzw. südöstlich des Goldberges (479,3 m) auf dem nordöstlichen Teil der Gemarkung von St. Michaelis. Östlich des Dammes Industriegebiet „Nord“ erhebt sich auf der Gemarkung Brand-Erbisdorf die Halde des Johannes-Schachtes; auf dem ehemaligen Bergbaugelände des Johannes-Schachtes und Max-Roscher-Schachtes erstreckt sich das Industriegebiet „Nord“. Nordöstlich liegt auf der Gemarkung Zug das Gewerbegebiet „Rotvorwerk“. Südlich befindet sich die vom verrohrten Goldbach durchflossene Branddelle.

## Geschichte

### Bergwerksteich
Der Teich war eines der zahlreichen Projekte des Freiberger Oberbergmeisters Martin Planer zur Versorgung des Reviers mit Aufschlagwasser. Er wurde 1577 für die zur tieferen Wasserlösung der Gruben am Goldberg erbaute neue Kunst auf dem Jungen Stephan angelegt und die Teichstätte durch Leonhard untere nächste Maß und andere Gewerkschaften am Goldberg ausgekauft. Neben dem Hungerborn flossen dem Teich noch vier weitere Quellwasser, die teils im Hospitalwald bzw. am Roten Vorwerk und am Dreschergut entsprangen sowie die Wasser aus dem Johannes Erbstolln zu. Bereits 1588 erfolgte eine Vergrößerung des „Junger St. Stephan Kunstteiches“ und weiterer Grundauskauf. Das zwischen 1586 und 1614 von Matthias Oeder angefertigte und bis 1634 von Balthasar Zimmermann weiterbearbeitete Kartenwerk der ersten kursächsischen Landesaufnahme verzeichnet ihn als „Teich so zum Junger Steffan gehörig“. Später wurde dem Teich vom Roten Vorwerk her noch Wasser aus dem Herzog Auguster Kunstgraben zugeführt.
Durch den Dreißigjährigen Krieg kam der Bergbau am Goldberg zum Erliegen, und es dauerte lange, bis er wiederaufgenommen wurde. Das führte dazu, dass sich zum Beginn des 18. Jahrhunderts die anliegenden beiden Gutsbesitzer die Fischerei in dem Teich angemaßt hatten und der „Kurfürstlichen Stolln- und Röschen-Administration zu Freiberg“ gegenüber behaupteten, der „Männigsteich“ wäre nie ein Bergwerksteich gewesen.
Die Neubelebung des Bergbaus im Brander Bergbaugebiet führte in der zweiten Hälfte des 18. Jahrhunderts zu einem starken Anstieg des Aufschlagwasserbedarfs. Der Rotvorwerksteich versorgte in dieser Zeit die Gruben Silberspat Fundgrube, Beschert Glück Fundgrube und Matthias Fundgrube mit Wasser für Kunstgezeuge. Wegen der Zäpfung des Thelersberger Stollns durch die Einbringung des Tiefen Fürstenstollns in das Brander Revier wurde der seit 1721 mit dem Thelersberger Stollnwasser beliehenen Grube Neue Hoffnung Gottes Fundgrube bei Bräunsdorf ein Wasserquantum aus dem Oberen Großhartmannsdorfer Teich, das über den Kohlbach-Kunstgraben, Silberspater Kunstgraben und den wieder ausgehobenen alten Herzog August Kunstgraben in den Rotvorwerksteich und von dort im Goldbach durch die Branddelle ins St. Michaeliser Tal zur Striegis geleitet wurde. Die Kosten der Reparatur, Erweiterung und künftigen Unterhaltung des Silberspater Kunstgrabens, der nicht zu den Anlagen der „Kurfürstlichen Stolln- und Röschen-Administration zu Freiberg“ gehörte, sollten zu gleichen Teilen auf die Gewerkschaften in Silberspat Fundgrube am Goldberg bei St. Michaelis, Beschert Glück Fundgrube hinter den Drei Kreuzen und Neue Hoffnung Gottes Fundgrube bei Bräunsdorf verteilt werden. Darüber entwickelte sich jedoch ein lang andauernder Streit, in dessen Verlauf sich zunächst Neue Hoffnung Gottes Fundgrube von den Wassern aus dem Oberen Großhartmannsdorfer Teich lossagten und letztlich im Jahre 1795 auch Silberspat Fundgrube und Sonnenwirbel samt Holewein Fundgrube auf das Wasser aus dem Rotvorwerksteich verzichteten.
In den Jahren 1793 und 1794 führte die Stolln- und Röschen-Administration eine Hauptreparatur des Teiches durch. Die Kosten für die Erneuerung des hölzernen Zapfenhauses, des Fluters mit Fluterhäuschen und Brücke sowie der Ausgleichung des Dammes und der Tarrasmauer beliefen sich insgesamt auf 377 Thaler. Die damit verbundene höhere Anspannung des Teiches führte zu einer Streitigkeit mit den betroffenen drei Gutsbesitzern. 1795 erfolgte deshalb zwecks Grundauskauf und erstmaliger Berainung der Teichstätte eine markscheiderische Aufnahme. Dabei wurde eine Wasserfläche von 3.876 Quadratruten und eine Anspannung von 13 Ellen 6 Zoll über Sohle des Zapfengerinnes ermittelt.
Die Berainung des Rotvorwerksteich gelangte jedoch nie zum Abschluss. Zwar konnte die Stolln- und Röschen-Administration nach mehrjährigen Verhandlungen mit den St. Michaeliser Gutsbesitzern Greifenhagen und Haubold Einigung über eine Entschädigung erzielten, der dritte betroffene Gutsbesitzer Börner war mit den Bedingungen nicht zufrieden und verweigerte sich einem Vergleich und dem Auskauf. 1799 wurde die Grube Sonnenwirbel samt Holewein Fundgrube bei St. Michaelis für den Bau eines neuen Kunstgezeuges mit Aufschlagwasser aus dem Rotvorwerksteich beliehen.
Nachdem es bereits im Januar 1790 bei Beschert Glück Fundgrube vor dem 3. Gezeugstreckenort auf dem Beschert Glück Stehenden südlich des Richtschachtes zu einer starken Wassererschrotung gekommen war, versiegten in den folgenden Jahren die Quellen am Roten Vorwerk und Dreschergut. Der zu Beginn des 19. Jahrhunderts erfolgte Vortrieb des Tiefen Fürstenstollnortes vom Beilehn Hab Acht Fundgrube in den Goldberg nach den Gängen beim Johannes Stolln und weiter nach den Pingenzügen im Hospitalwald führte zum Versiegen sämtlicher natürlicher Zuflüsse des Teiches. Wegen der unter der Teichstätte streichenden Gänge Johannes Stehender und Schwarzfarbe Spat war eine Zäpfung des Teiches und Flutung der Beschert Glücker Grubenbaue nicht auszuschließen, eine größere Gefahr stellte jedoch bei Überspannung eine mögliche Flutung des Johannes Stolln, dessen trocken liegendes Mundloch unmittelbar am Nordufer des Teiches lag, dar. Da der Teich lediglich als Staubecken für Wasser aus dem Silberspater Kunstgraben diente und über keine eigenen Wasserressourcen mehr verfügte, war er aus diesen Gründen für die Stolln- und Röschen-Administration verzichtbar geworden. Vor 1818 wurde sein Damm abgegraben, die verbliebene Wasserfläche bei einer maximalen Anspannung von 3 Ellen 14 Zoll betrug 80.364 Quadratfuß. Nach einer erneuten starken Wassererschrotung im Februar 1825 vorgenommene Wassermessungen des Zu- und Abflusses aus dem Rotvorwerksteich erbrachten eine Differenz, die darauf schließen ließ, dass Undichtheiten der Teichstätte zu den Wasserzudrängen bei Beschert Glück beitrugen. Im September 1825 wurde der Teichdamm deshalb durchröscht und der Wasserstand auf 2 Ellen 16 Zoll abgesenkt.
Unmittelbar darauf begannen Streitigkeiten zwischen der Stolln- und Röschen-Administration und den anliegenden Gutsbesitzern wegen eigenmächtiger Feldbestellung im Teichspiegel, Entfernung von Rainsteinen und der Verfüllung des Fluters zur Anlegung eines Fahrweges über den Damm. Im Jahre 1832 wurde die Fläche des inzwischen ganz trockengelegten Teiches den benachbarten Grundbesitzer zur Urbarmachung verpachtet. Der 1850 durch die die Stolln- und Röschen-Administration beabsichtigte Rückverkauf der Teichstätte an die Anlieger wurde auf Grund von Bedenken der Vorsteher von Beschert Glück Fundgrube wegen der Nähe des zu den Betriebsabsichten gehörigen Johannes Stehenden und zu erwartender höherer Forderungen im Falle eines Rückkaufs schließlich ausgesetzt. Aufgestaut wurde der Teich nie mehr.

## Nachnutzung
1850 erfolgte westlich des Dammes durch Beschert Glück Fundgrube die Abteufung des Johannes Schachtes als neuer Tageschacht zum Moritzstolln auf dem Johannes Stehenden. Im Laufe der Betriebszeit wurde auch ein kleiner Teil der Teichstätte mit Haldenmassen bestürzt. 1951 bis 1952 wurde durch den VEB Bleierzgruben Freiberg, Betriebsabteilung Brand, unweit des Johannes Schachtes der Max Roscher Schacht als neuer Zentralschacht des Brander Reviers abgeteuft, aber nie in Betrieb genommen. Nach der angeordneten Einstellung des defizitären Buntmetallbergbaus entstand 1966 auf dem Gelände der VEB Leuchten- und Leuchtstofflampenwerk „Rosa Luxemburg“ als Bergbaufolgeindustrie, nach der Wende ging daraus das Industriegebiet „Nord“ hervor.

## Regenwasserrückhaltebecken
Im Zuge der Errichtung des Freiberger Gewerbegebietes „Rotvorwerk I“ wurde der Rotvorwerksteich 1992 als Regenwasserrückhaltefläche ausgewiesen. 1998 erfolgte die Abdichtung des alten Dammes sowie der Einbau eines neuen Mönchsystems und eines befestigten Überlaufes. Durch einen perforierten Einsatz im Mönch wird eine verzögerte Abführung des zufließenden Oberflächenwassers in den offenen Graben zum Goldbach gewährleistet. 2000 erfolgte eine Verbesserung der Wasserführung durch eine Erhöhung der Dauerstaufläche. In der Regel ist die Teichstätte ohne Dauerwasserstau.
Nach der Überprägung zur Regenwasserrückhaltung für das Gewerbegebiet ist der Teich als temporäres Kleingewässer mit einer Größe von ca. 4000 m² eingestuft.

## Trivia
Am 22. Mai 1795 löschte der schwermütige Freiberger Feuerwerker Christian Gottlob Hähnel seine gesamte Familie aus. Seine Frau Eleonora verletzte Hähnel mit einem Faschinenmesser und stürzte sie in einen offenen Schacht bei der Reichen Zeche. Danach begab er sich mit seinem 14-jährigen Sohn Karl Heinrich an den Rotvorwerksteich, wo er den Jungen und sich ertränkte. Der Gymnasiallehrer Johann Gottfried Merbeth veröffentlichte eine Leichenpredigt für seinen ermordeten Schüler.
Im Jahre 1806 ertrank in dem Teich der Freiberger Markscheider und Stolln- und Röschenschichtmeister August Friedrich Bollner.